# Génération Foot de Sangalkam
El Génération Foot es un equipo de fútbol de Senegal que milita en la Liga senegalesa de fútbol, la primera división de fútbol en el país.

## Historia
Fue fundado en el año 2000 en la capital Dakar como un proyecto de formación de jugadores desde las fuerzas básicas, sistema similar al que utiliza el Diambars, con la diferencia de que recibe apoyo por parte del FC Metz, equipo de Francia, por lo que sus colores son similares a los del club francés.
El club cuenta con equipos en todas las categorías del fútbol en Senegal y se convirtieron en el primer club de tercera división en ganar la Copa senegalesa de fútbol luego de vencer en la final al Casa Sport con marcador de 4-2. Redondearon la temporada ganando el título de la tercera división.
A nivel internacional clasificaron a la Copa Confederación de la CAF 2016, siendo su primera participación en un torneo fuera de Senegal, pero fueron eliminados en la ronda preliminar por el Nasarawa United de Nigeria.

## Palmarés
- Liga senegalesa de fútbol: 3

2016/17, 2018/19, 2022/23
- Tercera División de Senegal: 1

2014/15
- Copa senegalesa de fútbol: 2

2014/15, 2017/18
- Supercopa de Senegal: 2

2017, 2018
- Trofeo de Campeones: 1

2017

## Participación en competiciones de la CAF
| Temporada | Torneo                       | Ronda      | Club            | Casa | Visita | Global  |
| --------- | ---------------------------- | ---------- | --------------- | ---- | ------ | ------- |
| 2016      | Copa Confederación de la CAF | Preliminar | Nasarawa United | 0-0  | 1-2    | 1-2     |
| 2018      | Liga de Campeones de la CAF  | Preliminar | Misr El Makasa  | 2-0  | 0-0    | 2-0     |
| 2018      | Liga de Campeones de la CAF  | 1          | Horoya AC       | 0-2  | 1-2    | 1-4     |
| 2018      | Copa Confederación de la CAF | 2          | RS Berkane      | 3-1  | 0-2    | 3-3 (a) |
| 2018/19   | Copa Confederación de la CAF | Preliminar | Djoliba AC      | 0-0  | 1-0    | 1-0     |
| 2018/19   | Copa Confederación de la CAF | 1          | Hassania Agadir | 1-0  | 0-2    | 1-2     |
| 2023/24   | Liga de Campeones de la CAF  | 1          | Hafia FC        | 2-2  | 0-0    | 2-2 (a) |

## Jugadores

### Jugadores destacados
- Moustapha Bayal Sall
- Landry N'Guemo
- Momar N'Diaye
- Cheikh Gueye
- Babacar Gueye
- Papiss Cissé
- Fallou Diagne
- Diafra Sakho
- Sadio Mané
- Ismaïla Sarr
- Ibrahima Niane